# Regadenoson
Regadenosón es un fármaco vasodilatador coronario selectivo, que se utiliza en la prueba de esfuerzo farmacológica que permite realizar estudios de imagen de perfusión miocárdica (MPI) con radionúcleidos en pacientes adultos que no pueden ser sometidos a una adecuada prueba de esfuerzo con ejercicio. Esta prueba permite identificar la presencia de coronariopatías, dilatando las arterias del corazón y aumentando el flujo sanguíneo para facilitar la detección de bloqueos u obstrucciones en las arterias del corazón. Este medicamento está indicado únicamente para diagnóstico.

## Características
El regadenosón es un derivado del nucleósido adenosina. Su mecanismo de acción, similar al de la adenosina, se basa en la estimulación dependiente de AMP. Es un agonista de baja afinidad (Ki ≈ 1,3 μM) para el receptor A2A de la adenosina, con una afinidad 10 veces menor para el receptor A1 (Ki > 16,5 μM) y una afinidad prácticamente nula para los receptores A2B y A3.

## Indicaciones
Dado que el regadenosón es un agonista selectivo de los receptores A2A se puede utilizar en pacientes con hiperactividad bronquial, asma leve y moderado, y bronconeumopatía crónica obstructiva (BNCO), situaciones en las que no se puede utilizar dipiridamol ni adenosina, las alternativas actuales con indicación de diagnóstico en la prueba de esfuerzo farmacológica.
La marca comercial es Rapiscan® y se presenta en viales de 5ml que contienen 400mcg de principio activo. La posología recomendada consiste en una inyección rápida de 400 microgramos (5ml) en una vena periférica. No es necesario realizar un ajuste de la dosis en función del peso corporal. Inmediatamente después de la administración de regadenosón se tienen que administrar 5ml de solución inyectable de cloruro sódico al 0,9%. Finalmente, 10-20 segundos después, se administra el radiofármaco para el estudio de perfusión miocárdica.

## Reacciones adversas
Las reacciones adversas en la mayoría de pacientes que recibieron regadenosón en los ensayos clínicos fueron leves y transitorias (habitualmente se resolvieron en los 30 minutos posteriores a la administración del fármaco) y no requirieron intervención médica. Las reacciones adversas que se han comunicado con mayor frecuencia durante el desarrollo clínico en un total de 1651 pacientes/voluntarios fueron: disnea (29%), cefalea (27%), rubor (23%), dolor torácico (19%), alteraciones en el segmento ST del electrocardiograma (18%), molestias gastrointestinales (15%) y mareos (11%).